# 古遠清
古遠清（1941年—2022年12月27日），廣東省梅縣人，中國學者，研究方向為台港文學；曾任武漢中南財經政法大學教授。

## 生平
1964年畢業於武漢大學中文系，曾先後任香港中文大學、嶺南大學客座教授，中南財經政法大學台港文學研究所所長，中國新文學學會副會長。曾多次赴台港澳及新加坡、馬來西亞、泰國、菲律賓、澳大利亞等國講學和出席國際學術會議，獲臺灣「中國詩歌藝術學會」頒發「兩岸文學交流貢獻卓著獎」。
2002年6月，與散文家余秋雨發生文章官司，揭发与他从未生活在同一城市的余秋雨在二十多年前的文革中有重大政治问题。2003年8月，曾在上海市第一中级人民法院向余秋雨正式道歉。就此事件，曾先后發表《論余秋雨現在還不能「懺悔」》文章，寫有《庭外「審判」余秋雨》一書。
2022年12月27日在武汉病逝，享年81岁。

## 著作
在中國大陸、台灣、香港及吉隆坡出版有《中國大陸當代文學理論批評史》、《臺灣當代文學理論批評史》、《香港當代文學批評史》、《台港澳文壇風景線》、《古遠清自選集》等數十部著作。

## 外部連結
- 当年官司余憾未了 古远清借讲坛再轰余秋雨 （页面存档备份，存于）
- 古远清批判余秋雨的主要原因